# Коккайнар (Жамбылская область)
Коккайнар (каз. Көкқайнар) — село в Шуском районе Жамбылской области Казахстана. Административный центр и единственный населённый пункт Коккайнарского сельского округа. Находится примерно в 39 км к юго-востоку от города Шу. Код КАТО — 316643100.

## Население
В 1999 году население села составляло 1543 человека (799 мужчин и 744 женщины). По данным переписи 2009 года, в селе проживало 1413 человек (712 мужчин и 701 женщина).